# Carit Falch
Carit Falch (født 16. december 1976) er en dansk fodboldtræner, der senest var træner for Fremad Amager.
Han har tidligere været cheftræner i superligaklubben Lyngby Boldklub, det cypriotiske premier league hold, Enosis Neon Paralimni FC, 1. divisionsklubben Brønshøj Boldklub og for Litauens U21 landshold.
Carit har UEFAs højeste træneruddannelse, UEFA Pro licens, hvilket giver ham mulighed for at træne klubhold på højeste internationale niveau - såvel som landshold.

## Karriere
Falch startede som talent træner i Karlslunde IF, Greve IF og Hvidovre IF. Heraf fem år som cheftræner på U-liga holdet i Hvidovre IF og talenttræning fra U14 til U21.
Han var i tre år cheftræner på U-liga hold i FC Nordsjælland, ansvarlig for U16 projektet, og nåede også at arbejde som analyzer og scout for FC Nordsjællands Superligahold.
Carit Falch var herefter 3 år i HB Køge, hvor han både var U-Liga træner, uddannelseschef samt talentchef og A+ træner.
Carit Falch stoppede i 2014 i HB Køge, for at blive cheftræner i Brønshøj Boldklub,
På trods af en kvartfinale i pokalturneringen og en ubesejret stime på ti kampe i ligaen valgte Carit Falch at stoppe samarbejdet med Brønshøj Boldklub, den 8. april 2015. I juli 2015 blev han ansat som teknisk direktør i FC Helsingør.
I februar 2017, forlod Falch FC Helsingør for at blive landstræner for Litauens U/21-fodboldlandshold. I 2018 vandt Falch og Litauen det Baltiske Mesterskab for første gang i 8 år.
I november 2018 blev Falch ansat som ny cheftræner for den cypriotiske premier league klub Enosis Neon Paralimni FC  I 2019 nåede Enosis Paralimni for første gang i 17 år semifinalen i den cypriotiske pokalturnering, hvor holdet knebent blev slået ud af mestrene fra APOEL Nicosia efter 0:1 ude og 2:2 hjemme.
Carit Falch startede 1. juli 2020 som træner for Lyngby Boldklubs U/19-hold, og i november samme år overtog han midlertidigt ansvaret for klubbens Superligahold, idet cheftræneren blev sygemeldt. Den 21. december 2020 blev Carit Falch fast cheftræner og i foråret 2021 var Lyngby Boldklub et af Superligaens mest formstærke hold, og samlede 22 point.
Vejle Boldklub købte Carit Falch fri af kontrakten i Lyngby Boldklub d. 8. juni 2021. Falch og Vejle Boldklub skulle sammen sikre overlevelse i Superligaen og samtidig bygge et nyt hold og et nyt offensivt spillekoncept samt bringe 1.hold og akademi tættere sammen.
Samarbejdet varede dog ikke længe, da Falch blev fyret af Vejle Boldklub d. 17. august 2021 efter 5 Superliga kampe, pga manglende resultater og uenighed om strategien.
Den 5. januar 2023 blev Falch præsenteret som ny træner for 1. divisions-klubben Fremad Amager. I marts 2024 fik Falch et ildebefindende og blev sygemeldt på ubestemt tid. Den 26. marts 2024 besluttede klubben at erstatte ham på cheftrænerposten.